# Hisingens boxningsklubb
Hisingens boxningsklubb är en boxningsklubb på Hisingen (Vårväderstorget i Biskopsgården) i Göteborg som grundades 1927.
Hisingens Boxningsklubb har fostrat boxare som Werner Wassén, Bosse Högberg, Hasse Thomsén, Roland "Tigern" Ericsson Ted Kanvik samt bröderna Nieva, bröderna Amir, Ahmed, Ali och Ammar Smesem , Tommy Snare, Jack Johnsén m fl.[källa behövs] Har haft berömda tränare såsom Thörner Åhsman och Shadrach Odhiambo.[källa behövs]